# Seznam dílů seriálu V zajetí kouzel
Toto je seznam dílů seriálu V zajetí kouzel. Americký fantasy televizní seriál V zajetí kouzel natočený podle stejnojmenného románu měl premiéru 16. prosince 2015 na stanici Syfy.

## Přehled řad
| Řada | Díly | Premiéra v USA    | Premiéra v USA |
| Řada | Díly | První díl         | Poslední díl   |
| ---- | ---- | ----------------- | -------------- |
| 1    | 13   | 16. prosince 2015 | 11. dubna 2016 |
| 2    | 13   | 25. ledna 2017    | 19. dubna 2017 |
| 3    | 13   | 10. ledna 2018    | 4. dubna 2018  |
| 4    | 13   | 23. ledna 2019    | 17. dubna 2019 |
| 5    | 13   | 15. ledna 2020    | 1. dubna 2020  |

## Seznam dílů

### První řada (2015–2016)
| Č. v seriálu | Č. v řadě | Původní název                         | Režie             | Scénář                                  | Premiéra v USA    |
| ------------ | --------- | ------------------------------------- | ----------------- | --------------------------------------- | ----------------- |
| 1            | 1         | Unauthorized Magic                    | Mike Cahill       | Sera Gamble a John McNamara             | 16. prosince 2015 |
| 2            | 2         | The Source of Magic                   | Scott Smith       | Sera Gamble                             | 25. ledna 2016    |
| 3            | 3         | Consequences of Advanced Spellcasting | Scott Smith       | Henry Alonso Myers                      | 1. února 2016     |
| 4            | 4         | The World in the Walls                | James L. Conway   | John McNamara                           | 8. února 2016     |
| 5            | 5         | Mendings, Major and Minor             | Bill Eagles       | David Reed                              | 15. února 2016    |
| 6            | 6         | Impractical Applications              | John Stuart Scott | Leah Fong                               | 22. února 2016    |
| 7            | 7         | The Mayakovsky Circumstance           | Guy Norman Bee    | námět: Mike Moore scénář: John McNamara | 29. února 2016    |
| 8            | 8         | The Strangled Heart                   | Jan Eliasberg     | David Reed                              | 7. března 2016    |
| 9            | 9         | The Writing Room                      | James L. Conway   | Sera Gamble                             | 14. března 2016   |
| 10           | 10        | Homecoming                            | Joshua Butler     | Henry Alonso Myers                      | 21. března 2016   |
| 11           | 11        | Remedial Battle Magic                 | Amanda Tapping    | Leah Fong                               | 28. března 2016   |
| 12           | 12        | Thirty-Nine Graves                    | Guy Norman Bee    | Leah Fong a Henry Alonso Myers          | 4. dubna 2016     |
| 13           | 13        | Have You Brought Me Little Cakes?     | Scott Smith       | Sera Gamble, John McNamara a David Reed | 11. dubna 2016    |

### Druhá řada (2017)
| Č. v seriálu | Č. v řadě | Původní název                    | Režie           | Scénář                           | Premiéra v USA  |
| ------------ | --------- | -------------------------------- | --------------- | -------------------------------- | --------------- |
| 14           | 1         | Knight of Crowns                 | Chris Fisher    | Sera Gamble                      | 25. ledna 2017  |
| 15           | 2         | Hotel Spa Potions                | Chris Fisher    | John McNamara                    | 1. února 2017   |
| 16           | 3         | Divine Elimination               | John Scott      | Henry Alonso Myers               | 8. února 2017   |
| 17           | 4         | The Flying Forest                | Carol Banker    | David Reed                       | 15. února 2017  |
| 18           | 5         | Cheat Day                        | Joshua Butler   | Mike Moore                       | 22. února 2017  |
| 19           | 6         | The Cock Barrens                 | Kate Woods      | Noga Landau                      | 1. března 2017  |
| 20           | 7         | Plan B                           | Chris Fisher    | Christina Strain                 | 8. března 2017  |
| 21           | 8         | Word as Bond                     | James L. Conway | Sera Gamble                      | 15. března 2017 |
| 22           | 9         | Lesser Evils                     | Rebecca Johnson | Elle Lipson a John McNamara      | 22. března 2017 |
| 23           | 10        | The Girl Who Told Time           | Joshua Butler   | Noga Landau a Henry Alonso Myers | 29. března 2017 |
| 24           | 11        | The Rattening                    | James L. Conway | Mike Moore                       | 5. dubna 2017   |
| 25           | 12        | Ramifications                    | Chris Fisher    | David Reed a Christina Strain    | 12. dubna 2017  |
| 26           | 13        | We Have Brought You Little Cakes | Chris Fisher    | Sera Gamble a John McNamara      | 19. dubna 2017  |

### Třetí řada (2018)
| Č. v seriálu | Č. v řadě | Původní název                 | Režie                      | Scénář                                | Premiéra v USA  |
| ------------ | --------- | ----------------------------- | -------------------------- | ------------------------------------- | --------------- |
| 27           | 1         | The Tales of the Seven Keys   | Chris Fisher               | Sera Gamble                           | 10. ledna 2018  |
| 28           | 2         | Heroes and Morons             | Chris Fisher               | John McNamara                         | 17. ledna 2018  |
| 29           | 3         | The Losses of Magic           | James L. Conway            | Henry Alonso Myers                    | 24. ledna 2018  |
| 30           | 4         | Be the Penny                  | Shannon Kohli              | David Reed                            | 31. ledna 2018  |
| 31           | 5         | A Life in the Day             | John Scott                 | Mike Moore                            | 7. února 2018   |
| 32           | 6         | Do You Like Teeth?            | Carol Banker               | Noga Landau                           | 14. února 2018  |
| 33           | 7         | Poached Eggs                  | Joshua Butler              | Elle Lipson                           | 21. února 2018  |
| 34           | 8         | Six Short Stories About Magic | Salli Richardson-Whitfield | Sera Gamble a David Reed              | 28. února 2018  |
| 35           | 9         | All That Josh                 | James L. Conway            | John McNamara, Jay Gard a Alex Raiman | 7. března 2018  |
| 36           | 10        | The Art of the Deal           | Rebecca Johnson            | Christina Strain                      | 14. března 2018 |
| 37           | 11        | Twenty-Three                  | Meera Menon                | Henry Alonso Myers a Mike Moore       | 21. března 2018 |
| 38           | 12        | The Fillorian Candidate       | Joshua Butler              | Noga Landau a David Reed              | 28. března 2018 |
| 39           | 13        | Will You Play With Me?        | Chris Fisher               | Sera Gamble a John McNamara           | 4. dubna 2018   |

### Čtvrtá řada (2019)
| Č. v seriálu | Č. v řadě | Původní název                   | Režie                      | Scénář                                | Premiéra v USA  |
| ------------ | --------- | ------------------------------- | -------------------------- | ------------------------------------- | --------------- |
| 40           | 1         | A Flock of Lost Birds           | Chris Fisher               | Sera Gamble                           | 23. ledna 2019  |
| 41           | 2         | Lost, Found, Fucked             | Chris Fisher               | John McNamara                         | 30. ledna 2019  |
| 42           | 3         | The Bad News Bear               | Elie Smolkin               | David Reed                            | 6. února 2019   |
| 43           | 4         | Marry Fuck Kill                 | John Scott                 | Henry Alonso Myers                    | 13. února 2019  |
| 44           | 5         | Escape From the Happy Place     | Meera Menon                | Mike Moore                            | 20. února 2019  |
| 45           | 6         | A Timeline and Place            | James L Conway             | Christina Strain                      | 27. února 2019  |
| 46           | 7         | The Side Effect                 | Salli Richardson-Whitfield | Elle Lipson                           | 6. března 2019  |
| 47           | 8         | Home Improvement                | Joshua Butler              | Jay Gard a Alex Raiman                | 13. března 2019 |
| 48           | 9         | The Serpent                     | Carol Banker               | Sera Gamble a Alex Ritter             | 20. března 2019 |
| 49           | 10        | All That Hard, Glossy Armor     | Shannon Kohli              | John McNamara a Mike Moore            | 27. března 2019 |
| 50           | 11        | The 4-1-1                       | Meera Menon                | Henry Alonso Myers a Christina Strain | 3. dubna 2019   |
| 51           | 12        | The Secret Sea                  | Shannon Kohli              | Elle Lipson a David Reed              | 10. dubna 2019  |
| 52           | 13        | No Better to Be Safe Than Sorry | Chris Fisher               | Sera Gamble a John McNamara           | 17. dubna 2019  |

### Pátá řada (2020)
| Č. v seriálu | Č. v řadě | Původní název              | Režie            | Scénář                                      | Premiéra v USA  |
| ------------ | --------- | -------------------------- | ---------------- | ------------------------------------------- | --------------- |
| 53           | 1         | Do Something Crazy         | Chris Fisher     | Henry Alonso Myers                          | 15. ledna 2020  |
| 54           | 2         | The Wrath of the Time Bees | Chris Fisher     | David Reed                                  | 22. ledna 2020  |
| 55           | 3         | The Mountain of Ghosts     | John S. Scott    | Sera Gamble                                 | 29. ledna 2020  |
| 56           | 4         | Magicians Anonymous        | Geeta V. Patel   | John McNamara                               | 5. února 2020   |
| 57           | 5         | Apocalypse? Now?!          | Shannon Kohli    | Mike Moore                                  | 12. února 2020  |
| 58           | 6         | Oops!...I Did It Again     | John Scott       | Hillary Benefiel                            | 12. února 2020  |
| 59           | 7         | Acting Dean                | Sterlin Harjo    | Elle Lipson                                 | 19. února 2020  |
| 60           | 8         | Garden Variety Homicide    | James L. Conway  | Jay Gard a Alex Raiman                      | 26. února 2020  |
| 61           | 9         | Cello Squirrel Daffodil    | Tawnia McKiernan | Stephanie Coggins                           | 4. března 2020  |
| 62           | 10        | Purgatory                  | Shannon Kohli    | Alex Ritter                                 | 11. března 2020 |
| 63           | 11        | Be the Hyman               | David Reed       | Mike Moore a David Reed                     | 18. března 2020 |
| 64           | 12        | The Balls                  | Meera Menon      | Elle Lipson, John McNamara a Joseph Mireles | 25. března 2020 |
| 65           | 13        | Fillory and Further        | Chris Fisher     | Sera Gamble a Henry Alonso Myers            | 1. dubna 2020   |